# سوفيتيل الجزائر
فندق سوفيتيل الجزائر حديقة الحامة (بالفرنسية: Sofitel Alger Jardin d'Essais)‏ هو فندق 5 نجوم للعلامة التجارية سوفيتيل الفرنسية هو تابع لمجموعة أكور الفرنسية المتعددة الجنسيات التي تعتبر واحدة من الرواد العالميين في مجال الفندقة والترفيه.
يحتوي الفندق على 333 غرفة و 26 جناح بالإضافة إلى جناح رئاسي فاخر كما يتوفر الفندق على 3 مطاعم تقدم مجموعة واسعة من المأكولات العالمية و بار وكما يتوفر على حمام سباحة مكشوف وآخر مغطى ومركز اللياقة البدنية والعناية الصحية. ولرجال الأعمال أيضا 7 صالات لإقامة الاجتماعات وخدمة سيارات ليموزين.
يمكن لفريق العمل أن يقدم خدمات زفاف وخدمة صرافة العملات. تشتمل المرافق الإضافية في هذه المنشأة السياحية طراز فيكتوري على مكتب لخدمات الاستقبال والإرشاد، ومكتبة. يتاح للنزلاء الاستفادة مجانًا من حافلة للتوصيل من وإلى مطار هواري بومدين الدولي خلال ساعات محدودة. وتوفر المنشأة خدمة انتظار السيارات مجاناً.
وفقا لتصنيف مخطط المدير للتهيئة السياحية "SDAT" ومخطط الجودة والنوعية "PQT" في السياحة، التي أدرجت فيها المقاييس المتعارف عليها دوليا. صنف فندق سوفيتيل الجزائر كأحسن الفنادق في الجزائر سنة 2009 ومُنحت له مرتبة 5 نجوم.

## الموقع
يقع فندق سوفيتيل الجزائر في موقع إستراتيجي وسياحي في الجهة الشرقية لمدينة الجزائر العاصمة وهي أكبر المدن في الجزائر ومركزها التجاري، يتواجد الفندق في قلب بلدية الحامة. يبعد الفندق عن مطار هواري بومدين الدولي بـ20 دقيقة وبـ5 دقائق عن وسط المدينة.
يطل الفندق على حديقة التجارب الشهيرة والمعروفة باحتوائها على 2500 نوع من النباتات وأشجار عمرها مئات السنين، فضلا عن ممرات على الطراز الفرنسي الكلاسيكي وأخرى بالطابع البريطاني. كما يقع بالقرب من مقام الشهيد ومتحف باردو والمتحف الوطني للفنون الجميلة الذي يُعَد أكبر متحف للفنون الجميلة في شمال أفريقيا.

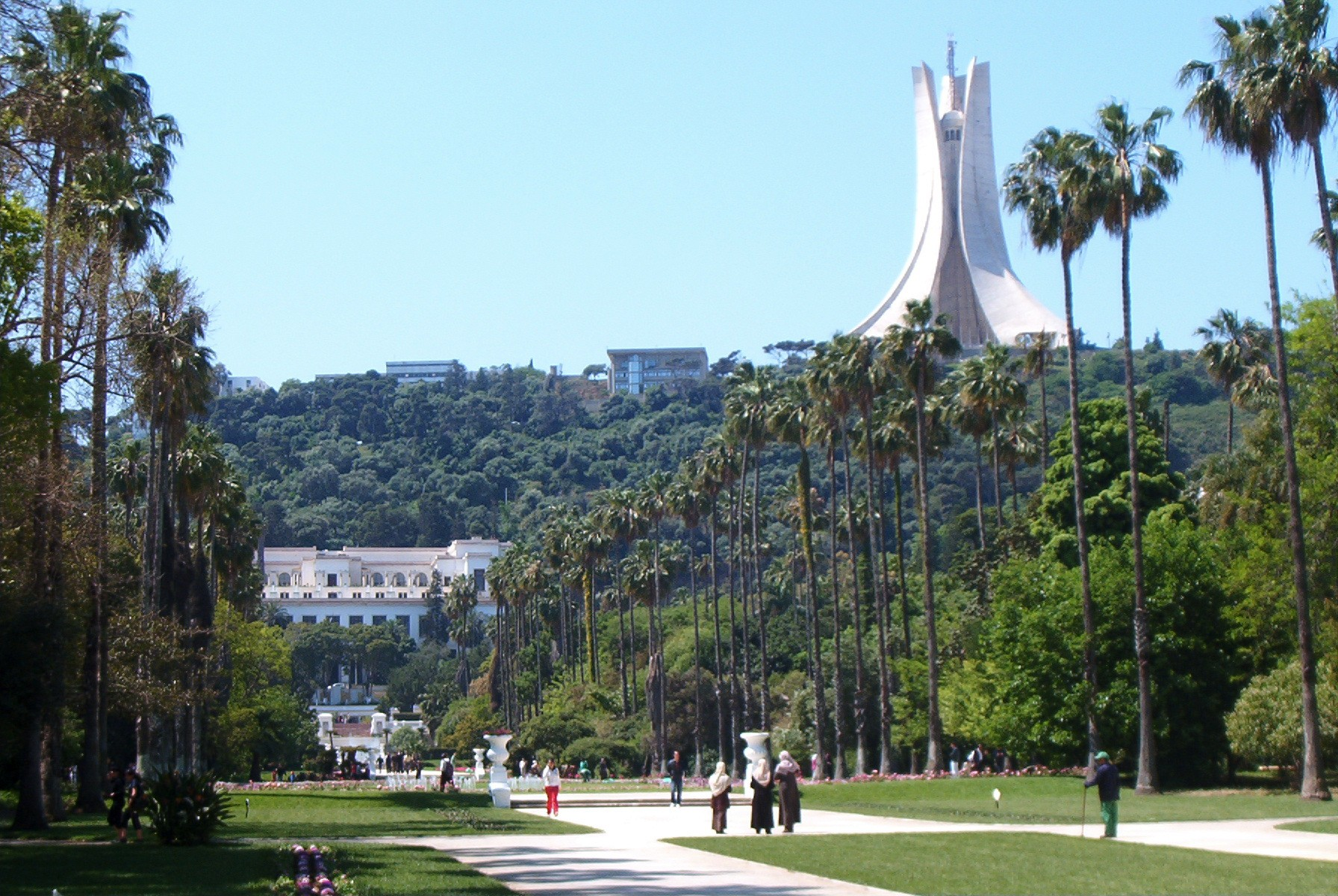
منظر على مقام الشهيد و متحف الفنون الجميلة
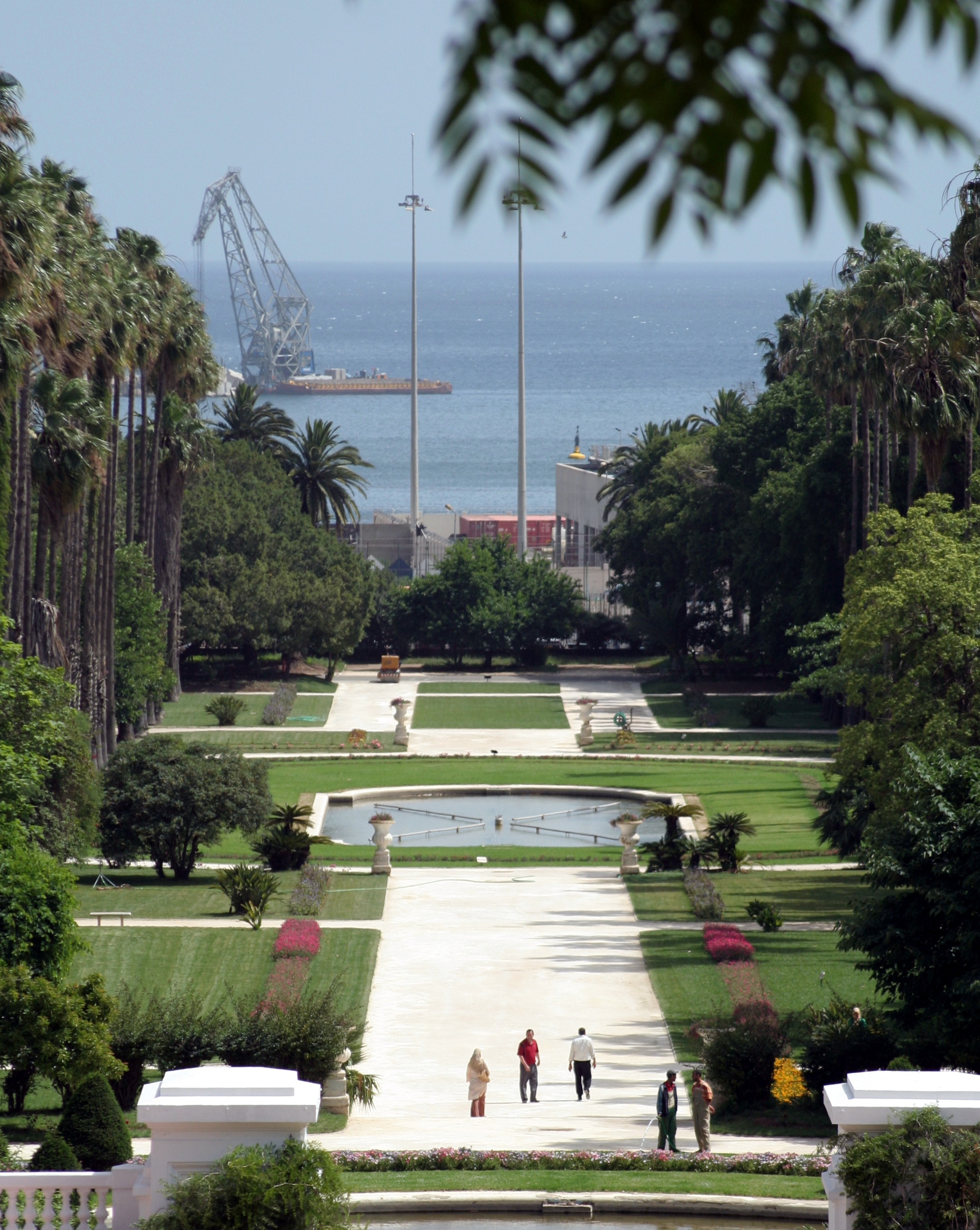
منظر مباشر للحديقة على البحر الأبيض المتوسط
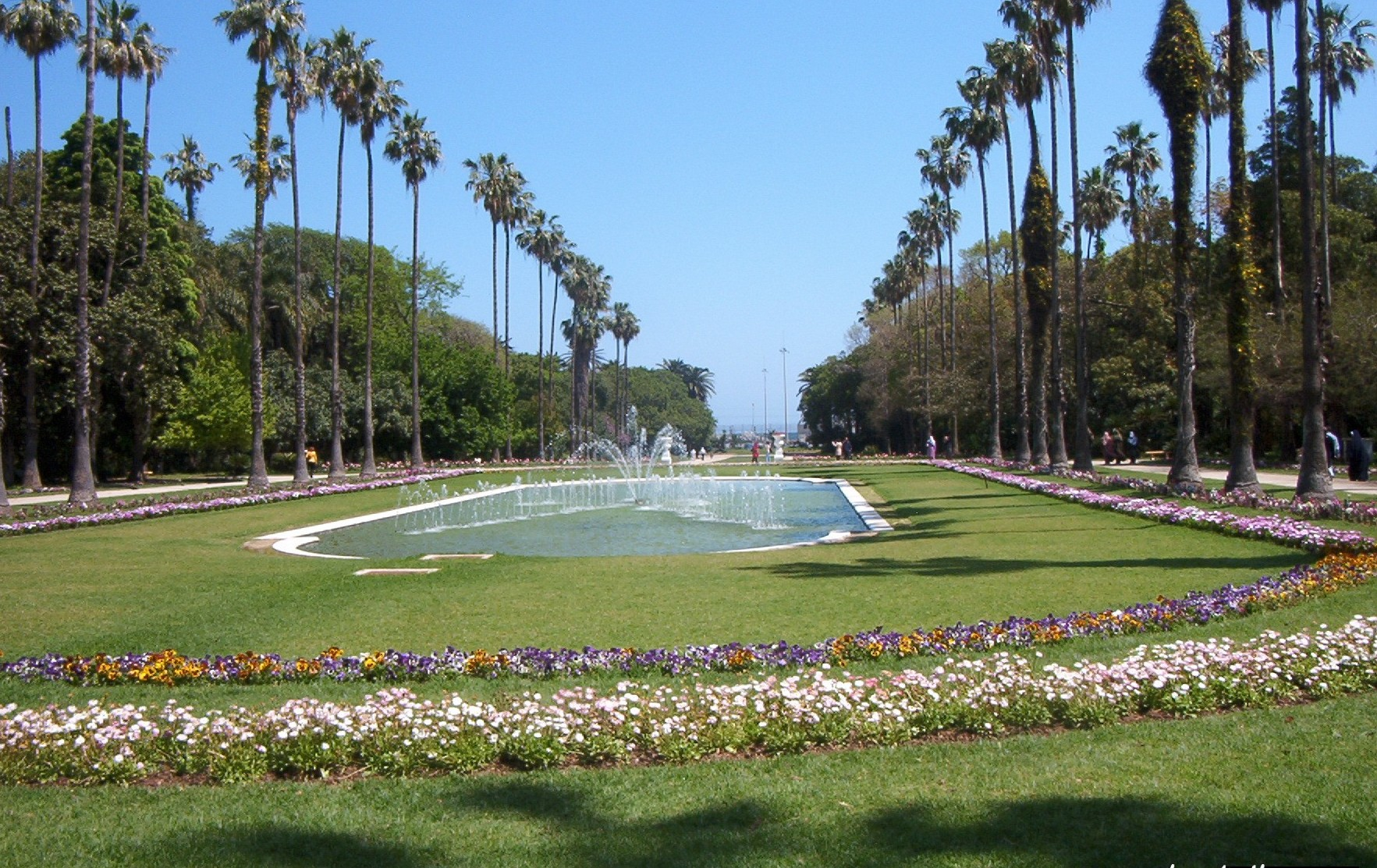
الساحة الرئيسية لحديقة التجارب
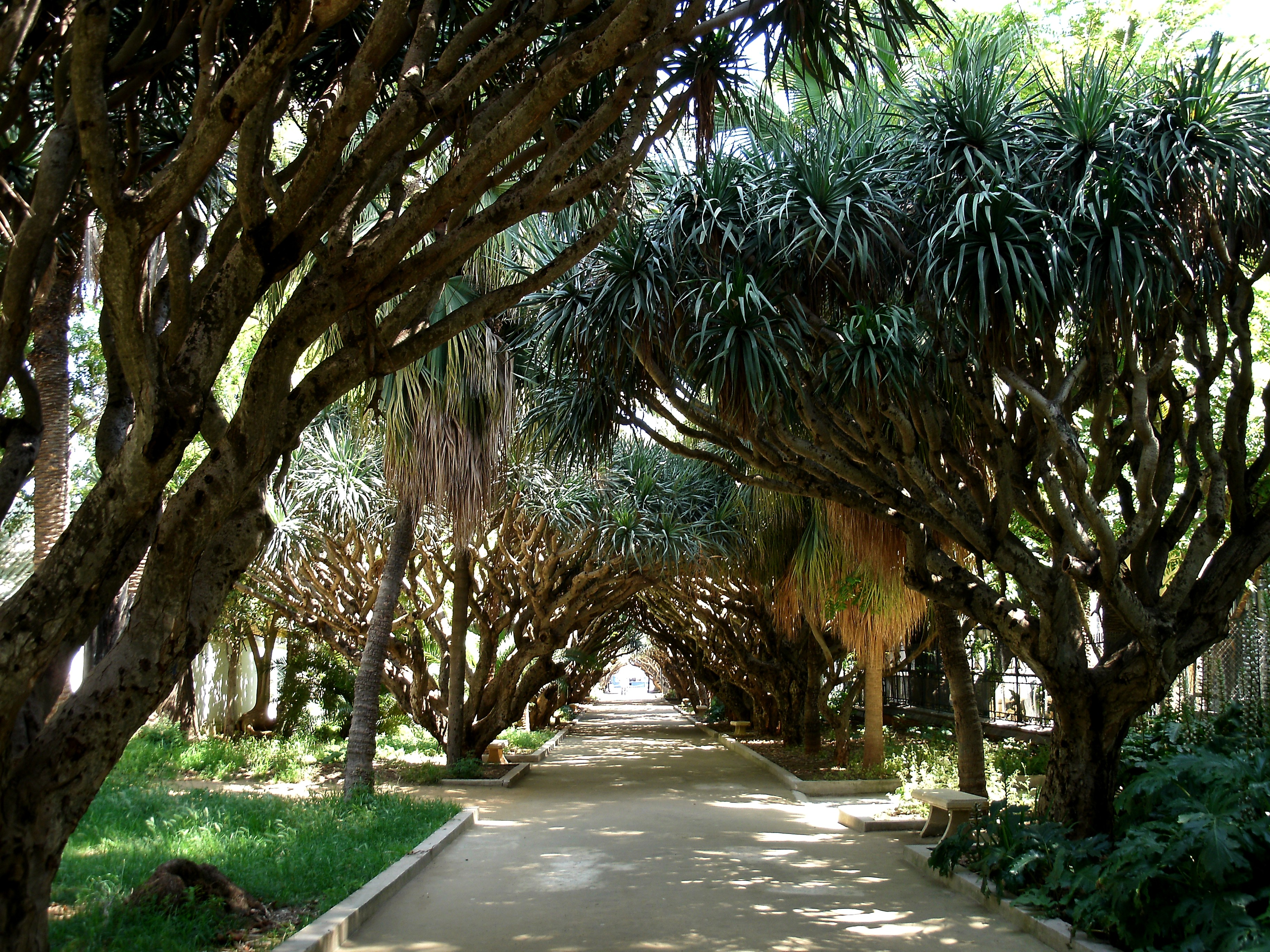
ممر أشجار التنين

## المرافق

### المطاعم
يمتلك فندق سوفيتيل الجزائر ثلاثة مطاعم تقدم أرقى الأطباق العالمية وتجمع بين فن الطهي الفرنسي والنكهات الموجودة في الجزائر، كـالخبز المحلي والحلويات ومختلف القوائم الموسمية والتي يحضرها الشيف الفرنسي إيريك دبلوند، مع ديكور للفنان الجزائري الشهير الهاشمي بومهدي.
كما توجد خدمة توصيل المأكولات لغرف النزلاء حسب الطلبية (لأطباق الساخنة، الوجبات الخفيفة الباردة) على طول أيام الأسبوع.
| الاسم                 | الصورة | المطبخ | اللباس | الساعات                              | البيئة                         |
| --------------------- | ------ | ------ | ------ | ------------------------------------ | ------------------------------ |
| المرجان (EL MORDJANE) |        | محلي   | أنيق   | - من 19:00 حتى 22:30 ماعدا يوم السبت | إطلالة رائعة على حديقة التجارب |

| الاسم                              | الصورة | المطبخ | اللباس | الساعات                               | البيئة                  |
| ---------------------------------- | ------ | ------ | ------ | ------------------------------------- | ----------------------- |
| مطعم الكونتيننتال (LE CONTINENTAL) |        | ذواق   | أنيق   | - من 19:00 إلى 22:30 ماعدا يوم الجمعة | فن الطهو الفرنسي الحديث |

| الاسم                         | الصورة | المطبخ | اللباس | الساعات              | البيئة    |
| ----------------------------- | ------ | ------ | ------ | -------------------- | --------- |
| براسوري ديفا (BRASSERIE DIFA) |        | دولي   | أنيق   | - من 06:00 حتى 00:00 | جو متوسطي |

### الاجتماعات والمناسبات
يمتلك فندق سوفيتيل الجزائر 6 قاعات للاجتماعات والمناسبات، مجهزة بأحدث التكنولوجيا السمعية البصرية تتسع لـ200 شخص ومناسبة للقم بحلقات دراسية أو اجتماعات مجلس إدراة. كما يمكن تنظيم حفلات زفاف أو الأعمال التجارية.